# ماریامپوله
ماریامپوله (به لاتین: Marijampolė) در لیتوانی با جمعیت ۴۷٬۰۱۰ نفر است که در شهرستان ماریامپوله واقع شده‌است.